# Woodstock (Connecticut)
Woodstock é uma cidade no condado de Windham, Connecticut, Estados Unidos. A população era de 7.964 pessoas no censo de 2010.

## História

### Século XVII
Na medade do século XVII, John Eliot, um missionário puritano para os índios americanos, fundou "cidades de oração" onde os nativos americanos praticavam o cristianismo e deveriam abandonar a suas cerimônias religiosas, roupas tradicionais e costumes. Uma cidade denominada Wabaquasset, aproximadamente 10 km a oeste do rio Quinebaug, na atual Woodstock, foi a maior das três cidades de oração do nordeste de Connecticut. Em 1749 a cidade tornou-se parte de Connecticut.